# 天主教乌迪内总教区
天主教乌迪内总教区是罗马天主教在意大利东北部威尼斯朱利亚大区设立的一个拉丁礼教区，成立于1752年，从1818年到1846年附属于威尼斯教省。